# Конаку
Конаку (рум. Conacu) — село у повіті Констанца в Румунії. Входить до складу комуни Кобадін.
Село розташоване на відстані 172 км на схід від Бухареста, 42 км на південний захід від Констанци.

## Населення
За даними перепису населення 2002 року у селі проживали 435 осіб, з них 431 особа (99,1%) румунів. Рідною мовою 431 особа (99,1%) назвала румунську.